# Willa Decjusza
Willa Decjusza – zabytkowy renesansowy pałacyk znajdujący się w Krakowie, w dzielnicy VII przy ul. 28 Lipca 1943 17a, w Parku Decjusza, na Woli Justowskiej.

## Historia
Pierwotnie w miejscu dzisiejszego pałacu wznosił się dwór, który polecił zbudować w latach 1530-1540 właściciel Woli Justowskiej – Just Ludwik Decjusz. Dwór ten nakryty był wysokim dachem, miał nieregularnie rozmieszczone okna, a przed fasadą posiadał niewielką loggię widokową. Wg najnowszych badań należy wykluczyć udział w budowie takich architektów jak Giovanni Cini ze Sieny, Bernardinus de Gianottis i Filip z Fiesole (niektórzy badacze wymieniali także Berecciego jako przypuszczalnego współtwórcę willi).
W 1590 roku posiadłość kupił Sebastian Lubomirski, którego syn wojewoda Stanisław Lubomirski po 1620 roku polecił  rozbudować budynek prawdopodobnie według projektu Macieja Trapoli o jedno piętro, dobudować dwie barokowe wieże i dobudować pomiędzy nimi loggię widokową. Dodano także na wieżach cebulaste hełmy. Zbudowano także oficynę zwaną obecnie Domem Łaskiego. Kolejnymi właścicielami byli od 1720 roku Sanguszkowie, Andrzej Morzkowski i Wielowiejscy.
W XIX wieku Willę przebudowali Ledóchowscy usuwając cebulaste barokowe hełmy i manierystyczne bastiony. Po 1844 roku Henrietta z Ankwiczów Kuczkowska zbudowała reprezentacyjne schody wejściowe, balkony wież i attykę wieńczącą willę. Od 1876 roku właścicielką pałacu była Marcelina Czartoryska, która po pożarze, w 1882 roku odrestaurowała willę według projektu Tadeusza Stryjeńskiego. Wcześniej odbywały się tam koncerty organizowane przez księżną, uczennicę Fryderyka Chopina. Do 1917 roku willa była własnością Czartoryskich.
W czasie I wojny światowej znajdowały się w nim koszary wojskowe, w czasie II wojny światowej była tam siedziba policji niemieckiej. Po wojnie w pałacyku znajdował się Centralny Ośrodek Szkolenia Spółdzielczości Pracy, następnie internat, oraz oddział gruźliczy szpitala im. dr. Anki. W latach 70. XX wieku willa popadła w ruinę. W 1996 Willa Decjusza została odrestaurowana i stanowi obecnie siedzibę Stowarzyszenia Willa Decjusza. Obiekt znajduje się na Szlaku Renesansu w Małopolsce.

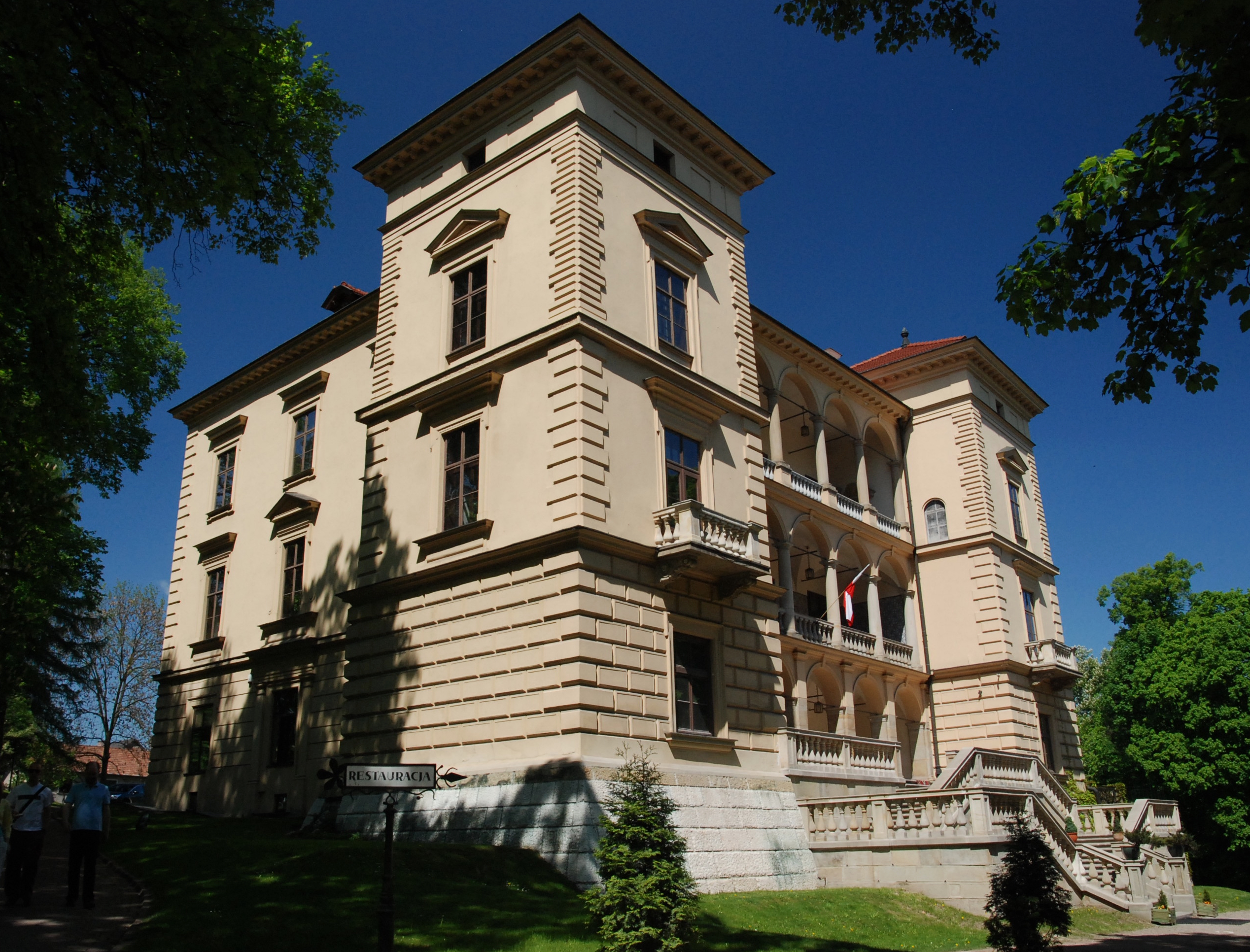
Willa (2009)
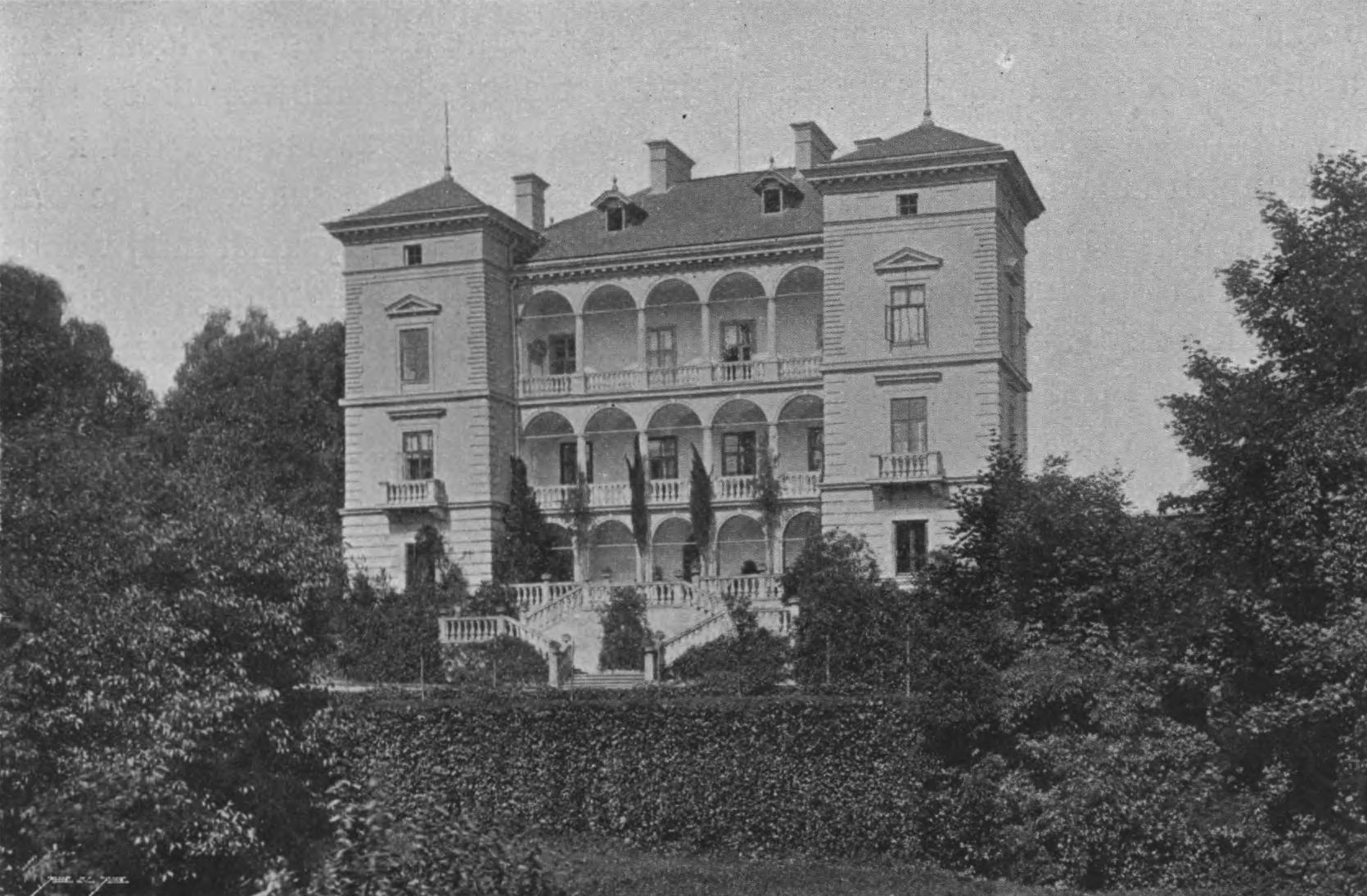
Willa na XIX-wiecznej fotografii
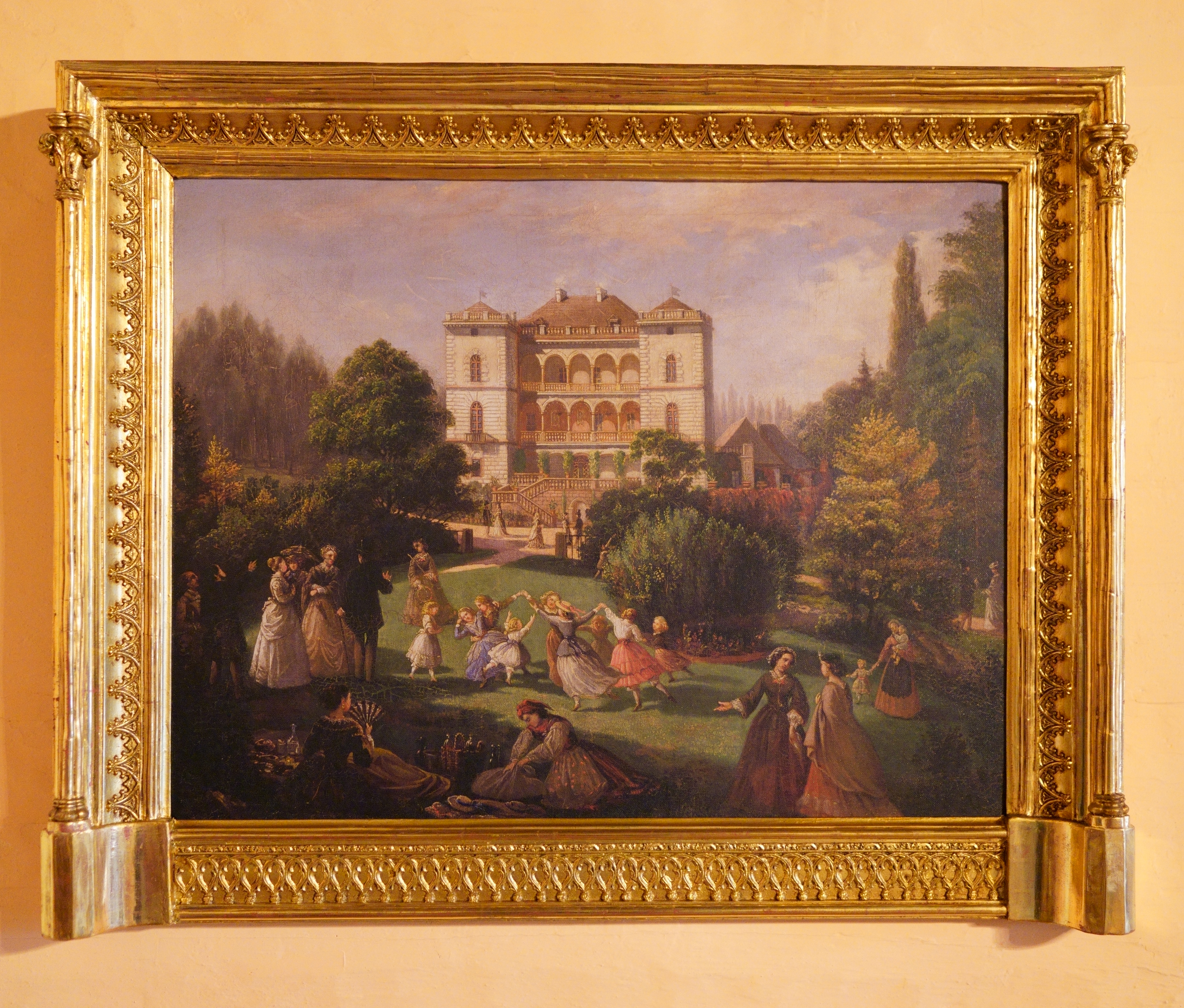
Obraz w Muzeum, Dwór w Stryszowie, Oddział Zamku Królewskiego na Wawelu.
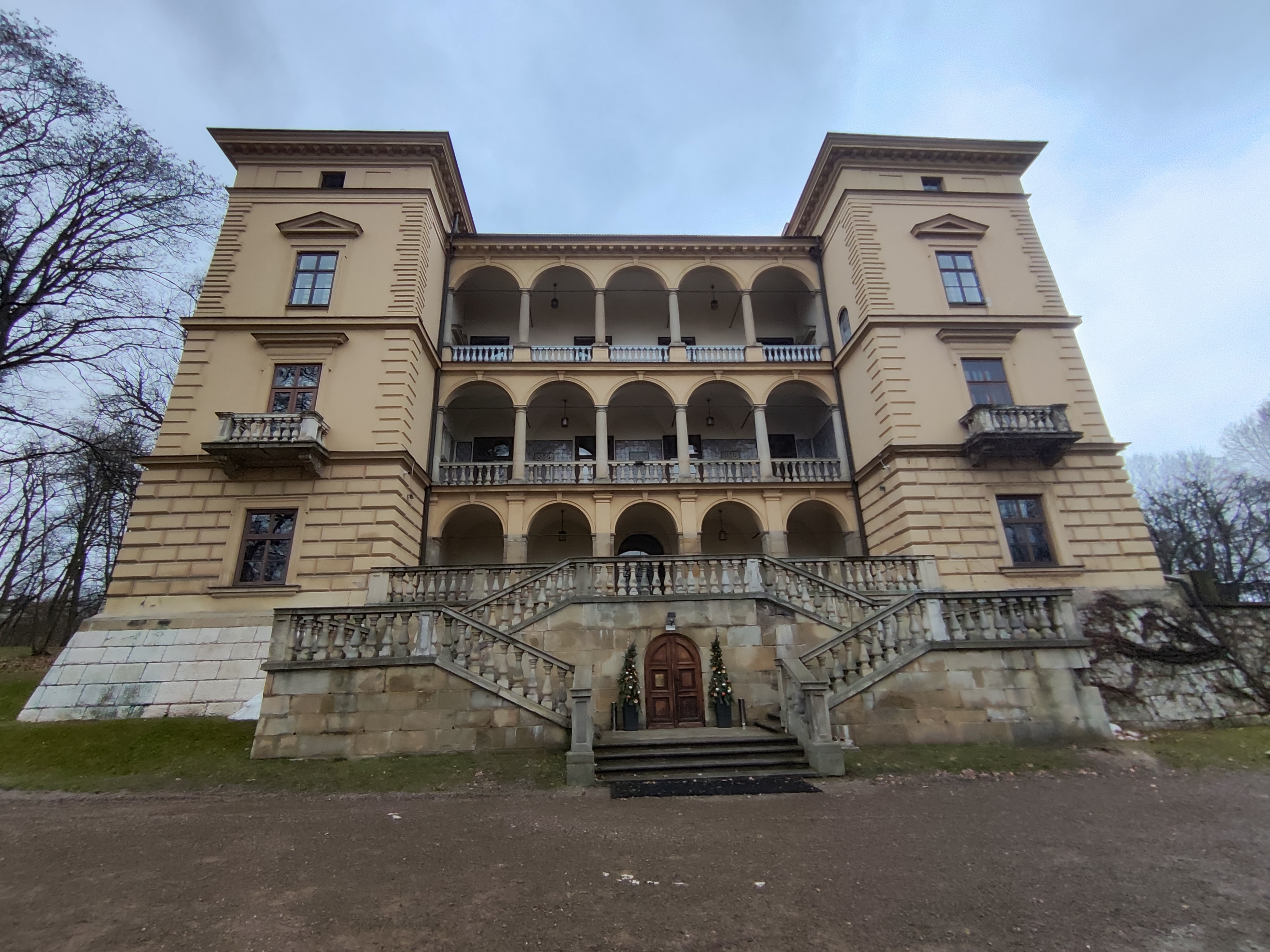
Willa (2023)